# Liste der denkmalgeschützten Objekte in Heinfels
Die Liste der denkmalgeschützten Objekte in Heinfels enthält die 12 unbeweglichen denkmalgeschützten Objekte der Tiroler Gemeinde Heinfels.

## Denkmäler
| Foto |                 | Denkmal                                                                                      | Standort                                       | Beschreibung | Metadaten |
| ---- | --------------- | -------------------------------------------------------------------------------------------- | ---------------------------------------------- | --- | --- |
| ja   | Datei hochladen | Burg Heinfels HERIS-ID: 6496 Objekt-ID: 2376 TKK: 17483                                      | Panzendorf 1 Standort KG: Panzendorf           | Burg Heinfels ist eine ausgedehnte Burganlage oberhalb von Heinfels in Osttirol. Die strategisch gut gelegene Wehranlage stellt ein markantes Wahrzeichen des östlichen Pustertals dar. Der Kern der Burg wurde zwischen dem Ende des 13. Jahrhunderts und dem Beginn des 14. Jahrhunderts errichtet und bis zum Beginn des 16. Jahrhunderts mehrfach ausgebaut. | BDA-Hist.: Q1012269 Status: Bescheid Stand der BDA-Liste: 2025-06-30 Name: Burg Heinfels GstNr.: 1 Burg Heinfels                                                                           |
| ja   | Datei hochladen | Expositurkirche Hll. Petrus und Paulus HERIS-ID: 6499 Objekt-ID: 2379 TKK: 17485             | gegenüber Panzendorf 2 Standort KG: Panzendorf | Die Expositurkirche hll. Petrus und Paulus liegt südlich unterhalb der Burg Heinfels, wobei das Kirchengebäude in der zweiten Hälfte des 15. Jahrhunderts über Vorgängerbauten aus dem 13. und 14. Jahrhundert errichtet wurde. Im 17. Jahrhundert erfolgte eine Umgestaltung der dreijochigen Kirche mit polygonalem, geschlossenem Chor und markantem Giebelreiter. Im Inneren der Kirche finden sich Fresken aus der Zeit um 1500 sowie ein spätgotischer Flügelaltar aus der Zeit um 1520. | BDA-Hist.: Q37909647 Status: § 2a Stand der BDA-Liste: 2025-06-30 Name: Expositurkirche Hll. Petrus und Paulus GstNr.: 6, 881 Expositurkirche Heinfels                                     |
| ja   | Datei hochladen | Ehem. Gasthof Burg Heinfels HERIS-ID: 6500 Objekt-ID: 2380 TKK: 17432                        | Panzendorf 5 Standort KG: Panzendorf           | Die Hofstelle Obermair wurde bereits 1530 urkundlich erwähnt, eine Bebauung ist jedoch erst ab der ersten Hälfte des 17. Jahrhunderts nachweisbar. Als Wirtstaverne diente das Gebäude nachweislich ab 1775, wobei der zweigeschoßige Pustertaler Gasthof in der Form des 18. Jahrhunderts erhalten ist. | BDA-Hist.: Q37909765 Status: Bescheid Stand der BDA-Liste: 2025-06-30 Name: Ehem. Gasthof Burg Heinfels GstNr.: 28/1                                                                       |
| ja   | Datei hochladen | Mesnerhaus Kraler Mesner HERIS-ID: 6511 Objekt-ID: 2391 TKK: 17435                           | Panzendorf 9 Standort KG: Panzendorf           | Das Mesnerhaus wurde 1725 als „Kraler'sche Behausung“ urkundlich erwähnt. Der zweigeschoßige Einhof verfügt über ein gemauertes Erdgeschoß und ein in Blockbauweise gezimmertes Obergeschoß. | BDA-Hist.: Q37910859 Status: Bescheid Stand der BDA-Liste: 2025-06-30 Name: Mesnerhaus Kraler Mesner GstNr.: 114                                                                           |
| ja   | Datei hochladen | Kath. Filialkirche hl. Antonius von Padua HERIS-ID: 6498 Objekt-ID: 2378 TKK: 17460          | bei Panzendorf 18 Standort KG: Panzendorf      | Die Filialkirche hl. Antonius von Padua wurde am Fuß des Festungshügels errichtet und 1694 geweiht. Die Kirche verfügt über einen oktogonalen Grundriss und ein hohes, schindelgedecktes Zeltdach sowie einen angebauten Turm mit oktogonalem Aufsatz und Zwiebelhaube. Der Altar stammt aus der Bauzeit der Kirche und zeigt im Altarblatt den heiligen Antonius von Padua mit dem Jesukind und einer Lilie sowie im Auszug ein Brustbild des heiligen Silvester. | BDA-Hist.: Q37909491 Status: Bescheid Stand der BDA-Liste: 2025-06-30 Name: Kath. Filialkirche hl. Antonius von Padua GstNr.: 27, 869 Kath. Filialkirche hl. Antonius von Padua (Heinfels) |
| ja   | Datei hochladen | Kapelle Mariahilf, beim Simmele HERIS-ID: 6515 Objekt-ID: 2395 TKK: 17462                    | westlich Panzendorf 32 Standort KG: Panzendorf | Die Kapelle wurde 1877 errichtet und beherbergt ein Säulenaltärchen aus dem 17. Jahrhundert mit einem Mariahilf-Bild sowie zwei vergoldete Büsten der heiligen Petrus und Paulus. | BDA-Hist.: Q37911221 Status: § 2a Stand der BDA-Liste: 2025-06-30 Name: Kapelle Mariahilf, beim Simmele GstNr.: 947 Kapelle Mariahilf Heinfels                                             |
| ja   | Datei hochladen | Kapelle zur Hl. Familie HERIS-ID: 6513 Objekt-ID: 2393 TKK: 17461                            | bei Panzendorf 40 Standort KG: Panzendorf      | Die Kapelle zur Hl. Familie ist eine Hofkapelle mit reichem barockem Inventar am Rande des Weilers Gschwendt. Sie wurde in der zweiten Hälfte des 17. Jahrhunderts erbaut und verfügt über einen rechteckigen Grundriss mit polygonalem Chor, ein schindelgedecktes Dach und einen hölzernen Dachreiter. Der reich gestaltete Säulenaltar stammt aus der ersten Hälfte des 18. Jahrhunderts, wobei das Altargemälde die Anbetung durch die Hirten und das Ovalbild im Auszug die Heimsuchung Marias zeigt. | BDA-Hist.: Q37911066 Status: Bescheid Stand der BDA-Liste: 2025-06-30 Name: Kapelle zur Hl. Familie GstNr.: 946                                                                            |
| ja   | Datei hochladen | Bauernhaus Mittereggerschneider HERIS-ID: 6509 Objekt-ID: 2389 TKK: 17442seit 2012           | Panzendorf 46 Standort KG: Panzendorf          | Das Bauernhaus Mittereggerschneider ist ein bereits 1628 bestehendes Teilgut des Rainerhofes und ein ehemaliges Freistift des Pflegamtes Heinfels. Der Hof steht in steiler Hanglage senkrecht zur Talrichtung. Er ist ein quer zum First geteilter, doppelgeschoßiger Einhof in Mischbauweise mit schindelgedecktem Satteldach, dessen Baukern aus dem 17./18. Jahrhundert stammt und der im 19. Jahrhundert verändert wurde. Der talseitige Wohnteil ist traufseitig über einen Seitenflur erschlossen. Aufgrund der Hanglage ist das Kellergeschoß voll sichtbar, das Kellerfenster an der Südostecke hat eine tiefe, schräge Scheinung und einen Radkreuzgitterstab aus dem 17./18. Jahrhundert. Westseitig sind die Fenster teilweise bleiverglast und haben Beschläge aus dem 18. Jahrhundert. Die Fassaden mit gerader, gemalter Faschengliederung stammen aus dem 19. Jahrhundert. Innen sind talseitig Stube, Küche und Keller aneinandergereiht. Die Stube hat eine Felderdecke und eine Wandtäfelung mit Pilastergliederung, sie stammt aus der zweiten Hälfte des 19. Jahrhunderts. Der rückwärtig anschließende Wirtschaftstrakt hat die Tenneneinfahrt hangseitig. Mit seinen ausgewogenen Proportionen und Grundformen stellt das in Mischbauweise errichtete Gebäude einen charakteristischen Einhofbau für das Osttiroler Pustertal dar. Das Innere mit seinem typischen Grundriss und der Raumanordnung talseitig eines breiten Seitenflurs mit eingestellten Holzstiegen zeigt vor allem in den Räumen im Erdgeschoß (Stube, Küche, Speisekammer) und der gefassten Kammer im Obergeschoß bemerkenswerte Bau- und Ausstattungsdetails aus allen Bauphasen. Trotz kleinerer Adaptierungen repräsentiert der Hof die Bau- und Wohnkultur im bäuerlichen Bereich im 18. und 19. Jahrhundert in nahezu musealer Form. | BDA-Hist.: Q37910618 Status: Bescheid Stand der BDA-Liste: 2025-06-30 Name: Bauernhaus Mittereggerschneider GstNr.: 226                                                                    |
| ja   | Datei hochladen | Straßenbrücke Punbrugge HERIS-ID: 6516 Objekt-ID: 2396 TKK: 17478                            | Standort KG: Panzendorf                        | Der Vorgängerbau der Punbrugge wurde 1548 urkundlich erwähnt, der heutige Bau der Überlieferung nach 1781 von schwäbischen Zimmerleuten errichtet. Bei der Brücke über den Villgratenbach handelt es sich um eine überdachte Holzbrücke mit Hängesprengwerkkonstruktion auf gemauerten Zwischenpfeilern. In der Mitte der Brücke steht eine Statue des heiligen Johannes Nepomuk aus der Zeit um 1800. | BDA-Hist.: Q37911344 Status: § 2a Stand der BDA-Liste: 2025-06-30 Name: Straßenbrücke Punbrugge GstNr.: 798/1 Punbrugge                                                                    |
| ja   | Datei hochladen | Widum HERIS-ID: 6503 Objekt-ID: 2383 TKK: 36918                                              | Tessenberg 30 Standort KG: Tessenberg          | Das viergeschoßige Widum (Pfarrhof) von Tessenberg wurde vermutlich in der ersten Hälfte des 19. Jahrhunderts erbaut. | BDA-Hist.: Q37910203 Status: § 2a Stand der BDA-Liste: 2025-06-30 Name: Widum GstNr.: 8 |
| ja   | Datei hochladen | Kath. Pfarrkirche Hll. Johannes d. T. und Ev. HERIS-ID: 6501 Objekt-ID: 2381 TKK: 17486      | östlich Tessenberg 34 Standort KG: Tessenberg  | Die Pfarrkirche hll. Johannes der Täufer und Johannes der Evangelist wurde vermutlich über einem romanischen Vorgängergebäude hoch über dem Pustertal errichtet. Erstmals urkundlich 1365 erwähnt brannte die Kirche nieder und wurde um 1465/1470 wiedererrichtet. Die Kirche beherbergt Fresken aus dem späten 15. Jahrhundert sowie einen um 1500 entstandenen Freskenzyklus von Rupert Pötsch. | BDA-Hist.: Q21552789 Status: § 2a Stand der BDA-Liste: 2025-06-30 Name: Kath. Pfarrkirche Hll. Johannes d. T. und Ev. GstNr.: 58 Pfarrkirche Tessenberg                                    |
| ja   | Datei hochladen | Friedhofskapelle, Totenkapelle bei der Pfarrkirche HERIS-ID: 6502 Objekt-ID: 2382 TKK: 17465 | östlich Tessenberg 34 Standort KG: Tessenberg  | Die Friedhofskapelle wurde im 18. Jahrhundert errichtet, das Barockaltärchen stammt aus der zweiten Hälfte des 18. Jahrhunderts. | BDA-Hist.: Q37910038 Status: § 2a Stand der BDA-Liste: 2025-06-30 Name: Friedhofskapelle, Totenkapelle bei der Pfarrkirche GstNr.: 58 Cemetery chapel in Tessenberg                        |

## Ehemalige Denkmäler
| Foto |                 | Denkmal                                       | Standort                              | Beschreibung | Metadaten                                                                                      |
| ---- | --------------- | --------------------------------------------- | ------------------------------------- | --- | ---------------------------------------------------------------------------------------------- |
| BW   | Datei hochladen | Mesnerhaus Objekt-ID: 2384 TKK: 17456bis 2015 | Tessenberg 18 Standort KG: Tessenberg | Das Mesnerhaus ist ein zweigeschoßiger Einhof in Hanglage aus dem 19. Jahrhundert. Rückwärts in Firstlinie schließt das Wirtschaftsgebäude an. Im Inneren wurden um 1960 Umbauten ausgeführt. Der Grundriss mit seinem firstquerenden „Hof“ zwischen Wohn- und Wirtschaftsteil ist typisch für die Osttiroler Hauslandschaft. Keller und Erdgeschoß des giebelseitig erschlossenen Mittelflurhauses sind gemauert, das Obergeschoß ist in Blockbauweise aufgeführt, das Satteldach hat eine vorkragende Giebelverschalung. Aufgrund der Hanglage hat das Haus ein erhöhtes, giebelseitig erschlossenes Kellergeschoß, darüber einen über eine Freitreppe erreichbaren Eingangssöller und einen umlaufenden Obergeschoßsöller. In die senkrechte Giebelverschalung ist noch ein kleinerer Söller eingeschnitten. Das rückwärtiges Wirtschaftsgebäude besteht aus einem gemauerten, an der östlichen Traufseite erschlossenen Stall und einem Obergeschoß in Blockbauweise. Die Zufahrt zur Tenne erfolgt an der nördlichen Giebelseite. | BDA-Hist.: Q106685946 Status: § 2a Stand der BDA-Liste: 2015-06-26 Name: Mesnerhaus GstNr.: 12 |